# Prodryas persephone
Prodryas persephone är en fjärilsart som beskrevs av Samuel Hubbard Scudder 1878. Prodryas persephone ingår i släktet Prodryas och familjen praktfjärilar. Inga underarter finns listade i Catalogue of Life.

## Bildgalleri

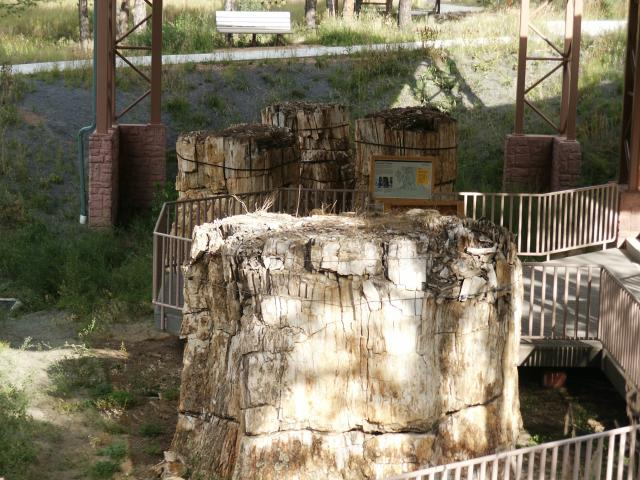